# Devos Lemmens

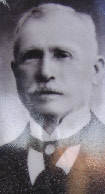
Henri Devos, cofondateur de Devos Lemmens.

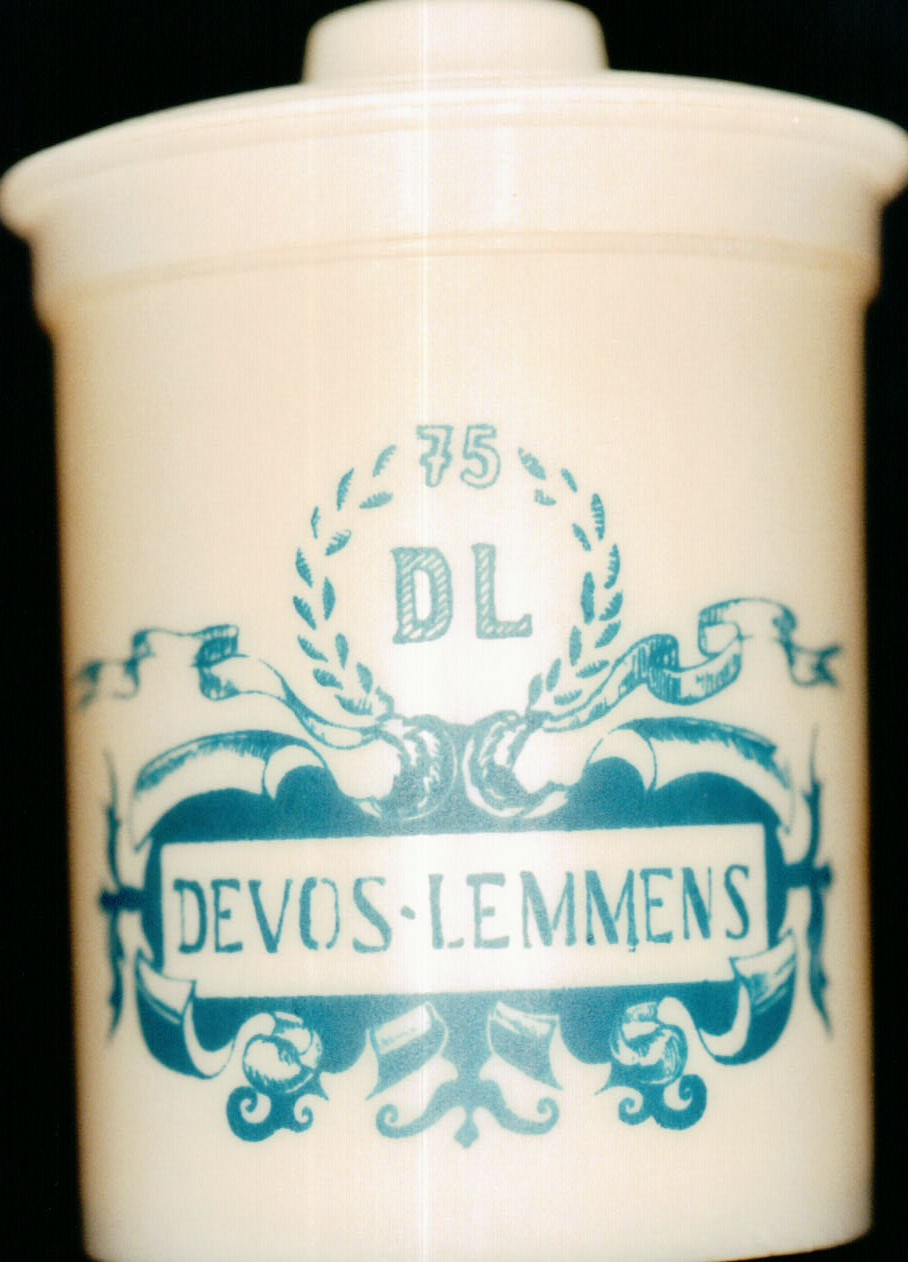
Pot de moutarde Devos Lemmens (1961).

Devos Lemmens ou Devos & Lemmens (parfois typographiée Devos-Lemmens) est une entreprise agroalimentaire belge, productrice de sauces, mayonnaises et moutardes. Aussi dénommée D&L, elle fait partie du groupe Continental Foods et son site de production se situe à Puurs.

## Histoire
La société a été créée par Henri Devos et sa femme Elisabeth Lemmens à Anvers en 1886. D'abord bouchers, ils se lancent dans la préparation artisanale de pickles, ainsi que de cornichons et d'oignons au vinaigre. En 1920, ils se lancent dans la production de mayonnaise qui deviendra leur produit-phare,,.
Dans les années 1960, Devos Lemmens devient une société anonyme et deux fusions successives ont lieu, d'abord avec La Main bleue (nl) en 1966 puis avec Imperial Product en 1968. Depuis octobre 2013, ces deux marques sont regroupées au sein de Continental Foods,,.

## Polémique
En avril 2012, l'association belge GAIA (Groupe d'action dans l'intérêt des animaux) appelle au boycott de la marque afin de protester contre l'utilisation d’œufs de batterie dans la fabrication de sauces. Deux mois plus tard, Devos Lemmens annonce l'abandon progressif de l'utilisation d'œufs de batterie au profit d'œufs de poules élevées au sol pour la préparation de ses sauces,

## Publicités
Devos Lemmens est également connu pour ses publicités, notamment radiophoniques, humoristiques et ponctuées de jeux de mots en rapport avec les sauces et mettant en scène les personnages de Devos et Lemmens, interprétés par Kris Debusscher et Frédéric Jannin. Des publicités spécifiques sont créées lors d'événements spécifiques comme la Fête nationale belge,.